# ۱۵۴۱ (میلادی)
۱۵۴۱ (میلادی) هزار و پانصد و چهل و یکمین سال تقویم میلادی است.

## زادگان
- ۲۶ ژانویه – فلوران کرستین، مترجم و شاعر فرانسوی